# Gurs
Gurs (en francès Gurs) és un municipi francès situat al departament dels Pirineus Atlàntics i a la regió de la Nova Aquitània.

## Demografia
| Evolució de la població |      |      |      |      |      |      |      |      |
| 1793                    | 1800 | 1806 | 1821 | 1831 | 1836 | 1841 | 1846 | 1851 |
| 589                     | 684  | 614  | 625  | 642  | 720  | 693  | 657  | 694  |

| 1856 | 1861 | 1866 | 1872 | 1876 | 1881 | 1886 | 1891 | 1896 |
| ---- | ---- | ---- | ---- | ---- | ---- | ---- | ---- | ---- |
| 723  | 683  | 661  | 608  | 633  | 624  | 606  | 574  | 553  |

| 1901 | 1906 | 1911 | 1921 | 1926 | 1931 | 1936 | 1946 | 1954 |
| ---- | ---- | ---- | ---- | ---- | ---- | ---- | ---- | ---- |
| 606  | 580  | 541  | 504  | 514  | 474  | 502  | 537  | 443  |

| 1962 | 1968 | 1975 | 1982 | 1990 | 1999 | 2006 | 2011 | 2016 |
| ---- | ---- | ---- | ---- | ---- | ---- | ---- | ---- | ---- |
| 415  | 395  | 392  | 384  | 381  | 383  | -    | -    | -    |

| 2019 | - | - | - | - | - | - | - | - |
| ---- | - | - | - | - | - | - | - | - |
| -    | - | - | - | - | - | - | - | - |

## Administració
| Període | Identitat       | Partit |
| ------- | --------------- | ------ |
| 1995-   | Louis Costemale | RPR    |

## Història
Durant la Segona Guerra Mundial la França de Vichy va internar els exiliats republicans espanyols al Camp de Gurs. També hi acollí nombrosos jueus que foren deportats al camp de Drancy, i d'ací al d'Auschwitz.